# Hae Phoofolo
Hae Phoofolo fue primer ministro interino de Lesoto desde el 17 de agosto de 1994 hasta el 14 de septiembre de 1994.
| Predecesor: Elias Phisoana Ramaema | Primer ministro de Lesoto 1994 - 1994 | Sucesor: Pakalitha Mosisili |